# 무량수경
무량수경(無量壽經)은 아미타불의 정토 사상을 묘사하는 두 개의 인도의 대승 경전 중 하나이다. 아미타경과 함께 이 경전은 중국과 일본에서 매우 영향력이 크며 정토종 및 정토진종 회중에서 존경받는다.

## 같이 보기
- 극락
- 아미타불
- 대승 경전